# Lilla Värtan
Lilla Värtan er en fjord i den indre del af  Stockholms skærgård, i det sydlige Uppland. Den støder i  nordvest til Norra Djurgården med Värtahamnen i Östermalm, i sydvest til  Södra Djurgården og mod nordøst til Lidingö. Mod  nord støder fjorden til Stora Värtan, i nordvest til Edsviken, gennem Stocksundet, og mod øst til Halvkakssundet og Saltsjön. Lilla Värtan er en del af hovedsejlruten til Stockholms havn
Til  Stockholmssiden domineres Lilla Värtan af Louddens oliedepoter, Stockholms frihavn, Värtahamnen og Ropstens vejudfletninger hvor begge Lidingöbroerne når  Stockholm.

## Historie
I 1600-tallet havde Lilla Värtan en lang, forgrenet vig ind i Norra Djurgården. Den begyndte med Husarviken og fortsatte ind i Laduviken, Lillsjön og Uggleviken. På grund af landhævningen er der i dag kun direkte kontakt med Husarviken.
År 1921–1952 lå Lindarängens flyghamn i en nu opfyldt vig ved Lilla Värtans sydkyst.

## Eksterne kilder og henvisninger
1. ↑  Tabel over havsområder Arkiveret 24. september 2015 hos  Wayback Machine SMHI

- Miljötillstånd och åtgärdsarbete för Lilla Värtan – Stockholms Miljöbarometer

59°21′1.4″N 18°7′31.99″Ø / 59.350389°N 18.1255528°Ø